# Benedek Abádi
Benedek Abádi (a trăit în secolul al XVI-lea) a fost un scriitor, teolog, traducător de texte biblice și tipograf maghiar.